# Étude de cas
Vous pouvez aider à l'améliorer ou bien discuter des problèmes sur sa page de discussion.
- Il ne cite pas suffisamment ses sources. Vous pouvez indiquer les passages à sourcer avec {{référence nécessaire}} ou {{Référence souhaitée}}, et inclure les références utiles en les liant aux notes de bas de page. (Marqué depuis mars 2024)
- Son texte doit être wikifié : il ne correspond pas à la mise en forme Wikipédia (style, typographie, liens internes, liens entre les wikis, etc.). (Marqué depuis mars 2024)

- Archive Wikiwix
- Bing
- Cairn
- DuckDuckGo
- E. Universalis
- Gallica
- Google
- G. Books
- G. News
- G. Scholar
- Persée
- Qwant
- (zh) Baidu
- (ru) Yandex
- (wd) trouver des œuvres sur Wikidata

L’étude de cas est une méthode utilisée dans les études qualitatives en médecine, sciences humaines et sociales, en psychologie ou en psychanalyse, mais elle peut être utilisée dans les études pour se pencher sur un cas en particulier. Elle vise l'étude approfondie d'un cas spécifique, qu'il soit une personne, un groupe ou un sujet spécifique.
Elle peut être considérée à juste titre comme stimulantes tant par ce qu’elle comporte d’exigences pour le chercheur, que par les défis théoriques et méthodologiques qu’elle pose et enfin, par les connaissances du social qu’elle permet d’élaborer.
En effet, l’étude de cas compte parmi les rares démarches de recherche qui conjugue l’observation directe (participante ou non) et différentes sources documentaires relatives aux pratiques et aux discours pertinents à l’objet d’étude.
La construction et l’analyse de ces données ont comme visée de saisir l’objet à l’étude dans ses dimensions de temps et d’espace tels qu’ils s’élaborent dans un milieu social donné. Par ses particularités, l’étude de cas pose avec acuité les spécificités de la production de la connaissance dans le domaine des sciences sociales en général et en sociologie, en particulier.
Dans le cadre des entretiens de recrutement des cabinets de conseil en général et en particulier des cabinets de conseil en stratégie, l’étude de cas est la pierre angulaire du processus de sélection. Le candidat consultant est mis en situation sur une problématique d'entreprise spécifique afin de démontrer ses capacités d'analyse, d'adaptation et de restitution.

## Types de cas
1. Cas de découverte de problème (case study method)
2. Cas de décision (case method)
3. Cas de jugement (problem case method, stated problem method)
4. Cas d'information (incident case method)
5. Cas d'étude (stated problem method).

## Intégration de l'étude de cas dans une réflexion
Il y a plusieurs façons d'intégrer une étude de cas dans le déroulement d'une réflexion ou d'un cours.
1. L'étude de cas peut être le cœur du propos, la généralisation intervient au terme de son déroulement.
2. L'étude de cas est menée et se voit interrogée à des échelles de plus en plus vastes, afin que la réflexion se déploie sur la globalité du phénomène.
3. L'étude de cas est débutée et pose des questions; des recherches complémentaires sont menées pour pouvoir y répondre. L'étude de cas reprend, amène à une deuxième étape du questionnement et des recherches. au terme du processus, une synthèse finale est élaborée.
4. Une première étude de cas est menée, aboutissant à une première synthèse. De nouvelles questions apparaissent. Une deuxième étude de cas est alors étudiée, qui amène à un deuxième niveau de synthèse. Un troisième temps d'étude est envisageable.
5. Plusieurs études de cas sont menées par plusieurs groupes. Un temps de concertation intermédiaire est mené, avec une partie ou la totalité des groupes. Des questionnements apparaissent. Puis les études de cas reprennent, avant une synthèse finale.
6. Un apport est réalisé, puis confronté à une étude de cas. Puis une synthèse finale est élaborée.